# Halton Hills
Halton Hills es un pueblo canadiense situado en la provincia de Ontario.

## Superficie
Halton Hills tiene una superficie de 276,81 km².

## Demografía
En 2021, tenía 62 951 habitantes, una densidad poblacional de 227,4 hab./km², y 22 252 viviendas.